# Silvy De Bie
 (mars 2020).
Silvy De Bie, née à Lierre en 4 janvier 1981, est une chanteuse belge. Elle est surtout connue en tant que chanteuse du groupe de dance Sylver.

## Biographie

### Silvy Melody
Silvy De Bie a fait ses premiers pas dans le show-business flamand en tant qu'enfant star sous le nom de Silvy Melody. Elle a été découverte à l'âge de neuf ans lors de l'émission De Kinderacademie de Walter Capiau, un programme de divertissement pour enfants de VTM.  Elle y chante Ben, une reprise d'un titre de Michael Jackson. La sortie de ce titre dans une version néerlandaise lance sa carrière. Un autre grand succès a été De Telefoon Huilt Mee, une reprise de Le téléphone pleure, à l'origine de Claude François. Ce duo avec Danny Fabry sort en 1990. Les autres singles sont Waar ben je nu, Hela Sascha (1990), Alle dagen dansen, Nummer één (1991), Liefde is... (1992), C'est à ça que servent les amis (1993, avec Patrick Van Assche) et le single Il est si doux, c'était un arrangement de l'amour éternel.  Cette chanson avait été un succès pour le groupe britannique Love Affair en 1968. En 1990, elle a collaboré à la réalisation de l'album pour enfants Superhits (avec Walter Capiau, Frank Hoelen, Micha Marah et Antoine Vereecken).  En 1994, son dernier single solo est sorti, Wie is zij. 
Il y avait des projets pour un groupe pop autour d'elle, The Sprinklies, avec un film, et le single Hey, Hey Sprinklie qui était en préparation. Cependant, le gouvernement belge a mis un terme précoce à son succès en raison de la loi belge qui interdit aux enfants de moins de seize ans de travailler ; Silvy De Bie n'avait alors que 13 ans.

### Lace
En 1998, Silvy De Bie a tenté un come-back avec le trio de copines Lace. Cependant, le succès s'est limité à un seul concert à la télévision et au single à succès Find Me An Angel.

### Sylver
Après la débâcle avec Lace, Silvy a travaillé dans un magasin de chaussures, jusqu'à ce qu'elle rencontre Wout Van Dessel en 2000 dans la discothèque Illusion. Il cherchait un nouveau chanteur pour son projet Liquid. Silvy De Bie s'est porté volontaire et, l'été de la même année, Turn The Tide par Liquid feat. Silvy est sorti. La chanson a obtenu un grand succès, et a été numéro un de l'Ultratop 50 pendant trois semaines. En 2001, le groupe a changé de nom pour devenir Sylver.
En 2013, Silvy a quitté le groupe. Début 2016, le groupe a décidé de se reformer en commençant par une tournée de retrouvailles.

### Sil
Au cours de l'été 2009, Silvy a également lancé une solo sous le nom de Sil. Elle a sorti le single Love Don't Come Easy. En 2014, elle a participé au Concours Eurovision de la chanson avec la chanson What's The Time In Tokyo?

### Chanteuse invitée
En 2002, elle a été chanteuse invitée sur le single Sweet Dreams du groupe MnC. La chanson était une reprise de Sweet Dreams (Are Made of This) d'Eurythmics.
En 2004, elle a remporté un grand succès[réf. nécessaire] en interprétant la chanson I don't Care avec Milk Inc. La chanson parlait de types qui s'étaient adoptés et c'était une sorte de dialogue[style à revoir] entre Linda Mertens, chanteuse de Milk Inc. et Silvy. Le 20 octobre 2007, Silvy, enceinte, a interprété la chanson avec Linda lors de l'émission télévisée De Provincieshow pour la province d'Anvers.
En 2014, elle a rejoint De Grietjes, un groupe de musique dans lequel elle a remplacé Evi Goffin, groupe qu'elle quitte fin 2015.

### Comédie musicale Peter Pan
Fin 2012, De Bie a endossé le rôle de la fée Clochette dans la production musicale Peter Pan-The Never Ending Story, une production du Music Hall dans laquelle une star locale de chaque pays endosse le rôle de la fée Clochette. Pour les spectacles néerlandophones en Belgique, cet honneur a été réservé à Silvy. En 2016, on peut la revoir dans la reprise de la comédie musicale[pas clair].

### Vie personnelle
Silvy De Bie s'est mariée en 2005. En 2007, le couple a eu une fille. En 2008, elle a divorcé.
La chanteuse a ouvert un magasin de vêtements et d'accessoires à Anvers en août 2012. Neuf mois plus tard, le magasin a fermé et elle a été déclarée en faillite.

## Anecdote
Le personnage « Elodie Melody » de la série de dessins animés De Kiekeboes est un jeu de mots sur son nom de scène « Silvy Melody »[réf. souhaitée].